# Mucho Muchacho
Oliver Gallego Sarmiento (El Prat de Llobregat, España, 1976) más conocido por su nombre artístico Mucho Muchacho, es un rapero español, integrante del grupo 7 Notas 7 Colores y fundador en 2003 del sello musical C.R.E.A.M., bajo el que editó su único LP en solitario como MC, Chulería.

## Biografía
Nació en 1976 el Prat de Llobregat. Comenzó su carrera en el grupo Eat Meat con el que ganó el concurso de maquetas de Rockdelux. Tras abandonar el grupo, funda el grupo 7 Notas 7 Colores junto al productor musical Dive Dibosso y Dj Neas. En el 2006 bajo el nombre de Skinny Banana Cap se presenta como Dj.

### En solitario
A partir de 2008, Mucho Muchacho comenzó a trabajar como DJ en una discoteca de Ibiza, y ocasionalmente actuó como DJ en eventos de hip hop. En 2010 se asocia con Cookin' Soul en el proyecto Cookin Bananas. 
Su principal contacto con la escena es a través de su web en MySpace, desde la que publica sus nuevas producciones y contacta con otros artistas.
Sobre los nuevos artistas que critican a los de la vieja escuela como él ha declarado:

"Igual que no ha nacido el MC que me guste, tampoco ha nacido el MC capaz de echarme. No ha nacido ese pavo ni va a nacer mientras yo viva. Estoy completamente convencido. Estamos hablando de gente que no existe. Igual que no estoy aquí para sermonear a nadie, tampoco nadie me va a sermonear a mí a estas alturas del juego, porque mis circunstancias son muy especiales".

## Discografía

### Con7 Notas 7 Colores
- La Comunidad Del Guisante (Maqueta, 1993)
- Floriver Neas (Maqueta, 1994)
- Con esos ojitos/Puercos (Yo Gano, 1997)
- Hecho, es simple (La Madre-Superego, 1997)
- La Medicina (La Madre-Superego, 1998)
- 77 (La Madre-Superego, 1999)
- Gorilas y Bananas (La Madre-Superego, 1999)
- La Mami Internacional (La Madre, 2000)

### En solitario
- Será mejor feat. Tony Touch (Maxisencillo) (C.R.E.A.M., 2002)
- Amor y plata (maxisencillo) (CREAM, 2002)
- Chulería (LP) (CREAM, 2003)
- Chulería instrumental(maxisencillo) (2003)

### Con Cookin Bananas
- Cookin Bananas (2013)

### Colaboraciones
- CPV . El estilo de vida de los tristemente famosos (1997)
- CPV · Grandes planes con Mariachi (1998)
- Bano · El hombre que cambiaba guitarras x flores (1998)
- Griffi · Akay Lama en el Funkarreo del 2015 (2000)
- Jotamayuscula · Hombre negro soltero busca (2000)
- Brujería · Mextremist Hits (2001)
- Triple XXX · Barro y fuego (2003)
- Triple XXX · Primera clase de marimba (2004)
- Solo los Solo · Todo el mundo lo sabe, Viva México (2005)
- Wally López · Perceptions of Pacha vol. 2 (2005)
- Quiroga · Historias de Q (2006)
- Primer Dan · Mal Clima (2006)
- Toscano · Yo underground (2007)
- Amparanoia Tu canción de amor
- Mas Graves · Cruje,Esto es lo que pasa,Pulsa el botón,Madrid zen (2008) (Sus colaboraciones fueron eliminadas antes de la salida del disco, aunque aún se pueden encontrar por internet)
- DJ Toner · La noche es joven, La Tierra (2010) (Temas inéditos, aún no publicados).
- Duo Kie · FE (2013)
- Bejo · GUAGUAGUA (PROD. COOKIN SOUL) (2021)
- Natos · La fábrica de sueños (2021)
- Yung Beef · MUCHO BEEF (PROD. COOKIN SOUL) (2024)